# Dolhasca
Dolhasca là một thị trấn thuộc hạt Suceava, România. Dân số thời điểm năm 2002 là 11091 người.